# Orophotus bokorus
Orophotus bokorus är en tvåvingeart som beskrevs av Tomasovic och Smets 2007. Orophotus bokorus ingår i släktet Orophotus och familjen rovflugor.
Artens utbredningsområde är Kambodja. Inga underarter finns listade i Catalogue of Life.